# محمود سماک‌باشی
محمود سماک‌باشی (متولد ۶ آذر ۱۳۳۲ در بندر انزلی) از صدابرداران و صداگذاران سینمای ایران می‌باشد.

## زندگی
محمود سماک‌باشی در سال ۱۳۳۲ در بندر انزلی متولد شد. او پس از طی دوره صدابرداری در مدرسه عالی تلویزیون و سینما، در سال ۱۳۵۱ در سازمان صدا و سیما مشغول به کار شد و در تمام مدت خدمت خود در سمت صدابردار و صداگذار به فعالیت پرداخت. او همچنین در فیلم‌های سینمایی بسیاری از جمله کارهای پوران درخشنده، کیومرث پوراحمد، مسعود کیمیایی، بهرام بیضائی، ابراهیم حاتمی کیا، عباس کیارستمی و اصغر فرهادی به عنوان صدابردار و صداگذار همکاری داشته‌است.

## افتخارات
- سیمرغ بلورین بهترین صدابرداری از بیست و نهمین دوره جشنواره فیلم فجر برای فیلم «جدایی نادر از سیمین»
- تندیس بهترین صدابرداری از چهاردهمین جشن خانه سینما برای فیلم «وقتی همه خوابیم»
- سیمرغ بلورین بهترین صدابرداری از دهمین دوره جشنواره فیلم فجر برای فیلم «مسافران»
- شانزدهمین دوره جشنواره فیلم فجر

## بازیگر
۱ - زیر درختان زیتون (۱۳۷۲)

## صدابردار
- ۱ - بیگانه (۱۳۹۲)
- ۲ - آسمان زرد کم عمق (۱۳۹۱)
- ۳ - آشغال‌های دوست داشتنی (۱۳۹۱)
- ۴ - جدایی نادر از سیمین (۱۳۸۹)
- ۵ - عروسک (۱۳۸۸)
- ۶ - پستچی سه بار در نمی‌زند (۱۳۸۷)
- ۷ - کارناوال مرگ (۱۳۸۷)
- ۸ - نطفه شوم (۱۳۸۷)
- ۹ - وقتی همه خوابیم (۱۳۸۷)
- ۱۰ - آن مرد آمد (۱۳۸۶)
- ۱۱ - ارابه مرگ (۱۳۸۵)
- ۱۲ - سنگ، کاغذ، قیچی (۱۳۸۵)
- ۱۳ - محاکمه (۱۳۸۵)
- ۱۴ - میم مثل مادر (۱۳۸۵)
- ۱۵ - آکواریوم (۱۳۸۴)
- ۱۶ - چه کسی امیر را کشت (۱۳۸۴)
- ۱۷ - ستاره‌ها (جلد ۲: ستاره است) (۱۳۸۴)
- ۱۸ - ستاره‌ها (جلد ۳: ستاره بود) (۱۳۸۴)
- ۱۹ - شاعر زباله‌ها (۱۳۸۴)
- ۲۰ - شهر آشوب (۱۳۸۴)
- ۲۱ - جنگ کودکانه (۱۳۸۳)
- ۲۲ - سالاد فصل (۱۳۸۳)
- ۲۳ - صبحانه‌ای برای دونفر (۱۳۸۲)
- ۲۴ - عروس افغان (۱۳۸۲)
- ۲۵ - مارمولک (۱۳۸۲)
- ۲۶ - بانوی من (۱۳۸۱)
- ۲۷ - چشمان سیاه (۱۳۸۱)
- ۲۸ - دوشیزه (۱۳۸۱)
- ۲۹ - دیوانه‌ای از قفس پرید (۱۳۸۱)
- ۳۰ - غوغا (۱۳۸۱)
- ۳۱ - آب (۱۳۸۰)
- ۳۲ - شب برهنه (۱۳۸۰)
- ۳۳ - عزیزم من کوک نیستم (۱۳۸۰)
- ۳۴ - مربای شیرین (۱۳۸۰)
- ۳۵ - نان و عشق و موتور ۱۰۰۰ (۱۳۸۰)
- ۳۶ - انتظار (۱۳۷۹)
- ۳۷ - دختری بنام تندر (۱۳۷۹)
- ۳۸ - زندان زنان (۱۳۷۹)
- ۳۹ - صدای سخن عشق (۱۳۷۹)
- ۴۰ - مومیایی ۳ (۱۳۷۸)
- ۴۱ - سیب سرخ حوا (۱۳۷۷)
- ۴۲ - توفان شن (۱۳۷۵)
- ۴۳ - سجده بر آب (۱۳۷۵)
- ۴۴ - کیسه برنج (۱۳۷۵)
- ۴۵ - بوی پیراهن یوسف (۱۳۷۵)
- ۴۶ - آرزوی بزرگ (۱۳۷۳)
- ۴۷ - تجارت (۱۳۷۳)
- ۴۸ - زمین آسمانی (۱۳۷۳)
- ۴۹ - نان و شعر (۱۳۷۲)
- ۵۰ - جیب برها به بهشت نمی‌روند (۱۳۷۰)
- ۵۱ - پرنده کوچک خوشبختی (۱۳۶۶)

## صدابردار صحنه
- ۱ - دوشیزه باران (۱۳۸۶)
- ۲ - دختران انتظار (۱۳۷۸)
- ۳ - مومیایی۳ (۱۳۷۸)
- ۴ - روبان قرمز (۱۳۷۷)
- ۵ - شیدا (۱۳۷۷)
- ۶ - آژانس شیشه‌ای (۱۳۷۶)
- ۷ - پشت دیوار شب (۱۳۷۶)
- ۸ - مرد عوضی (۱۳۷۶)
- ۹ - مردی شبیه باران (۱۳۷۵)
- ۱۰ - برج مینو (۱۳۷۴)
- ۱۱ - بوی پیراهن یوسف (۱۳۷۴)
- ۱۲ - چهره (۱۳۷۴)
- ۱۳ - عاشقانه (۱۳۷۴)
- ۱۴ - زیر درختان زیتون (۱۳۷۲)
- ۱۵ - از کرخه تا راین (۱۳۷۱)
- ۱۶ - تیک تاک (۱۳۷۱)
- ۱۷ - چشمهایم برای تو (۱۳۷۱)
- ۱۸ - چکمه (۱۳۷۱)
- ۱۹ - ردپای گرگ (۱۳۷۰)
- ۲۰ - مسافران (۱۳۷۰)
- ۲۱ - افسانه آه (۱۳۶۹)
- ۲۲ - به خاطر همه چیز (۱۳۶۹)
- ۲۳ - راز کوکب (۱۳۶۸)
- ۲۴ - عبور از غبار (۱۳۶۸)
- ۲۵ - لنگرگاه (۱۳۶۷)
- ۲۶ - گاویار (۱۳۶۶)
- ۲۷ - رابطه (۱۳۶۵)

## صداگذار
- ۱ - غیرمنتظره (۱۳۸۵)
- ۲ - شهر آشوب (۱۳۸۴)
- ۳ - سالاد فصل (۱۳۸۳)
- ۴ - زمین آسمانی (۱۳۷۳)
- ۵ - از کرخه تا راین (۱۳۷۱)
- ۶ - مسافران (۱۳۷۰)
- ۷ - به خاطر همه چیز (۱۳۶۹)
- ۸ - پرنده کوچک خوشبختی (۱۳۶۶)

## سرپرست استودیو
- ۱ - چند می‌گیری گریه کنی (۱۳۸۴)

### امور فنی صدا
- ۱ - رابطه (۱۳۶۵)

## افکت
- ۱ - مسافران (۱۳۷۰)
- ۲ - تا غروب (۱۳۶۷)
- ۳ - بی بی چلچله (۱۳۶۳)

## با تشکر از
- ۱ - گشت ارشاد (۱۳۹۰)
- ۲ - مهمان مامان (۱۳۸۲)